# Резолюция Совета Безопасности ООН 6
Резолюция Совета Безопасности ООН 6 — резолюция, единогласно принятая 17 мая 1946 года, которая перечислила даты, когда Совет Безопасности будет рассматривать новые заявки на вступление в ООН. Резолюция была изменена 24 июля в связи с переносом даты открытия второй части первой сессии Генеральной Ассамблеи. Даты в первой резолюции были отброшены на столько дней, сколько был интервал между ожидаемым днём созыва и фактической.

## См.также
- Резолюции Совета Безопасности ООН 1—100 (1946 — 1953)